# Hilara melanogyne
Hilara melanogyne är en tvåvingeart som beskrevs av Frey 1952. Hilara melanogyne ingår i släktet Hilara och familjen dansflugor. Inga underarter finns listade i Catalogue of Life.